# Funiculaire de Super-Cannes
Le funiculaire de Super Cannes est un funiculaire de 850 mètres de long qui reliait Cannes à l'observatoire de Super-Cannes dans le quartier de la Californie de 1928 à 1966.

## Historique

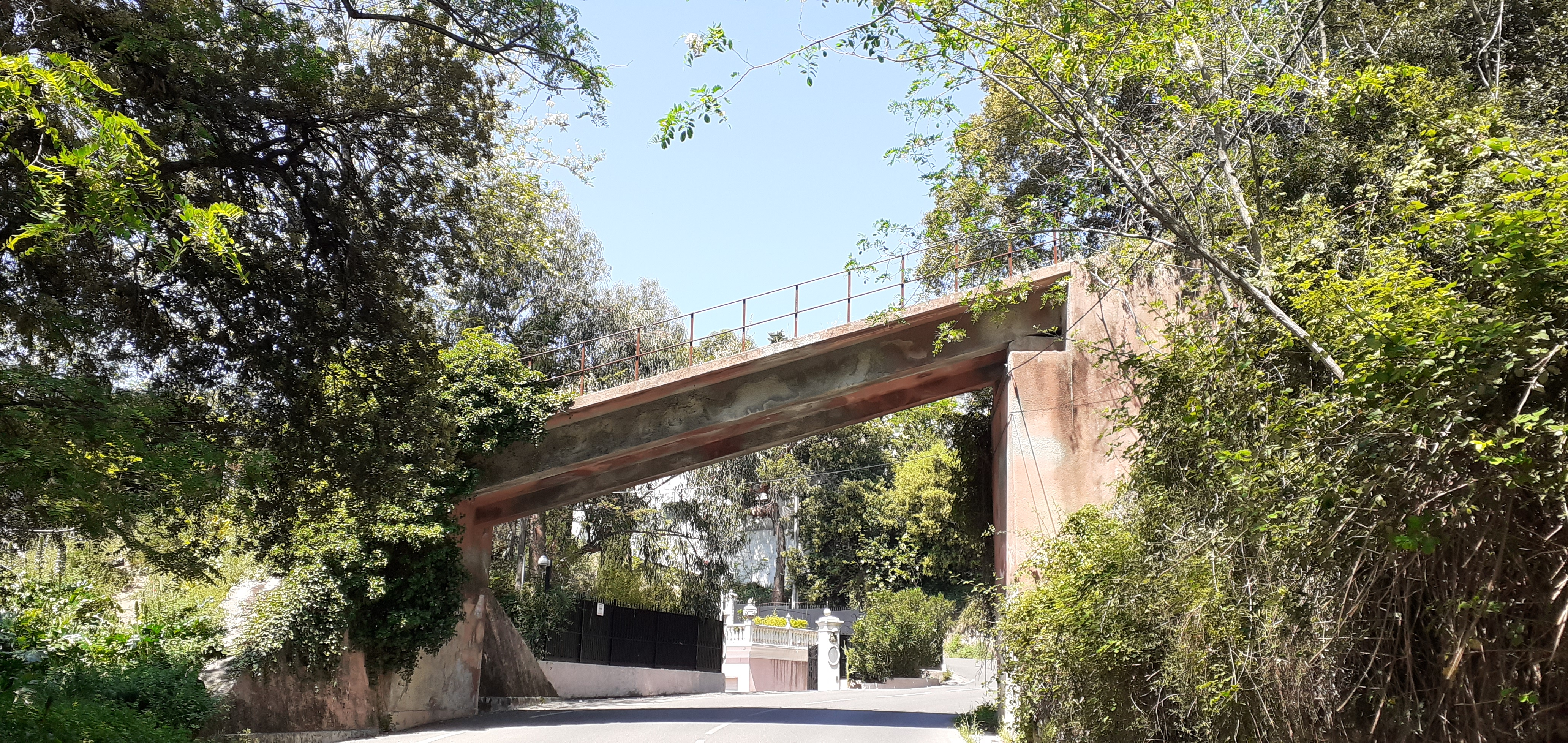
Vestiges de la voie du funiculaire enjambant la route qui mène à Super-Cannes.

Le projet du funiculaire de Super-Cannes est initié par la Société immobilière de Paris et du littoral. La construction est réalisée de 1925 à 1928 par les ateliers Dyle et Bacalan selon des plans de la société italienne Ceretti et Tanfani qui fournit l'entraînement de l'appareil. Le funiculaire est inauguré le 27 janvier 1928 par André Capron, maire de Cannes et Yves Le Trocquer, ministre des transports de l'époque. Il permet de désenclaver la colline de Super-Cannes en offrant un accès simplifié à partir du bas de la Californie. S'ensuit un développement rapide des terrains et habitations de la colline, jouissant d’une vue panoramique sur la baie de Cannes. L'appareil est abandonné en l'état depuis 1966.

## Trajet

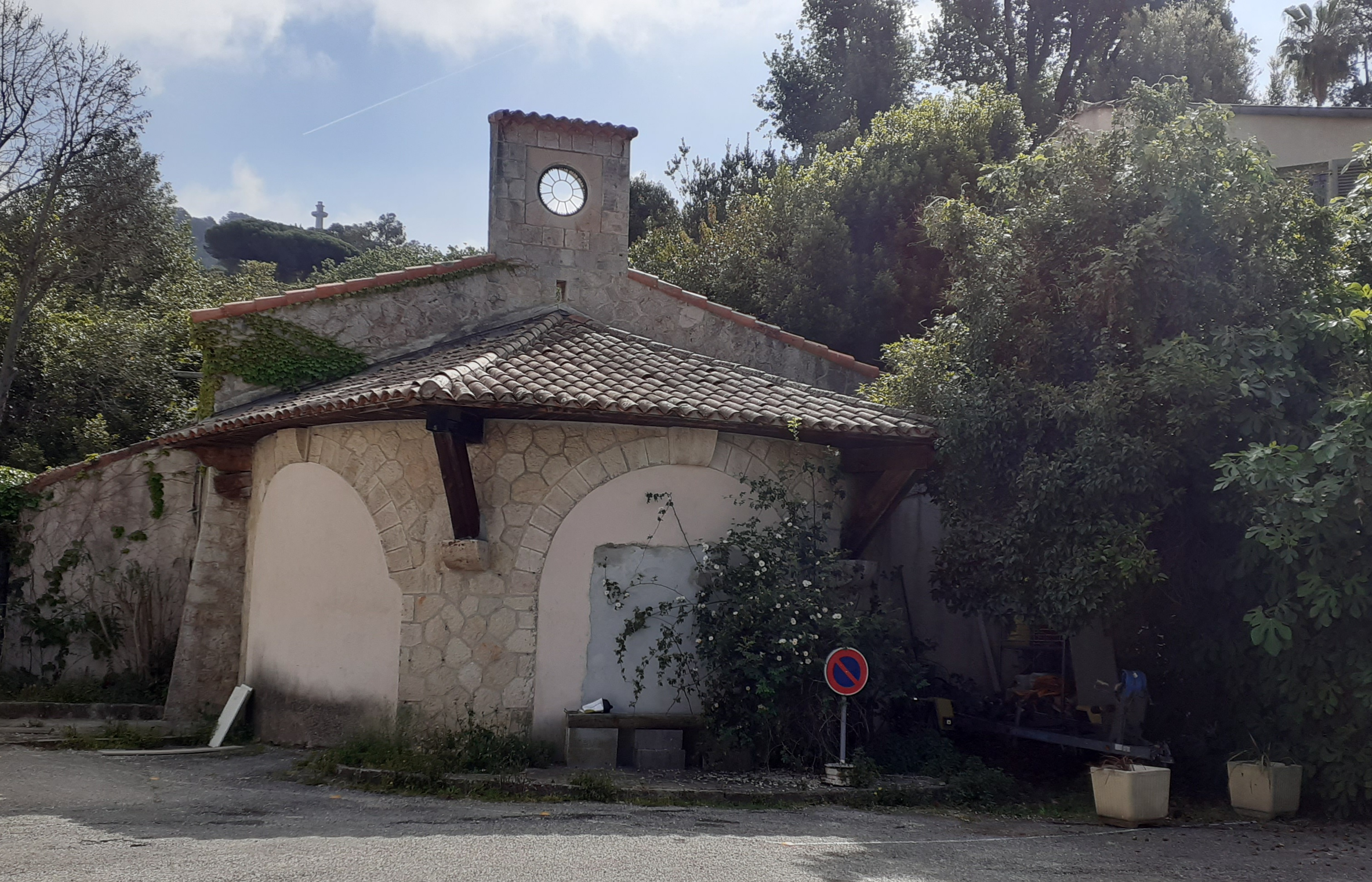
Gare de départ du funiculaire et le site d'arrivée au pied de l'observatoire en fond de tableau

Carte géographique de la ligne.

Le départ de la ligne du funiculaire se trouve à l'extrémité de l'avenue Val Vert, avant les lacets du boulevard Montfleury, où se situe la gare inférieure. De style néoprovençal, imitant une chapelle rurale, elle était décorée de peintures de Louis Pastour. Après un trajet de 850 mètres dans le vallon des Gabres, via le boulevard des Pins, le boulevard Beausoleil, puis le boulevard de l’Estérel, le funiculaire atteignait en sept minutes la gare d'arrivée sur le site de Super-Cannes à une altitude de 233 mètres. Construit à voie unique, il possédait une voie d'évitement Abt classique au milieu du parcours. Il conduisait à l'auberge et à l'observatoire, désaffectés depuis 1986.
Du fait de la distance avec le centre-ville et le port, une liaison routière était établie par autobus entre la gare maritime et la gare de départ du funiculaire.

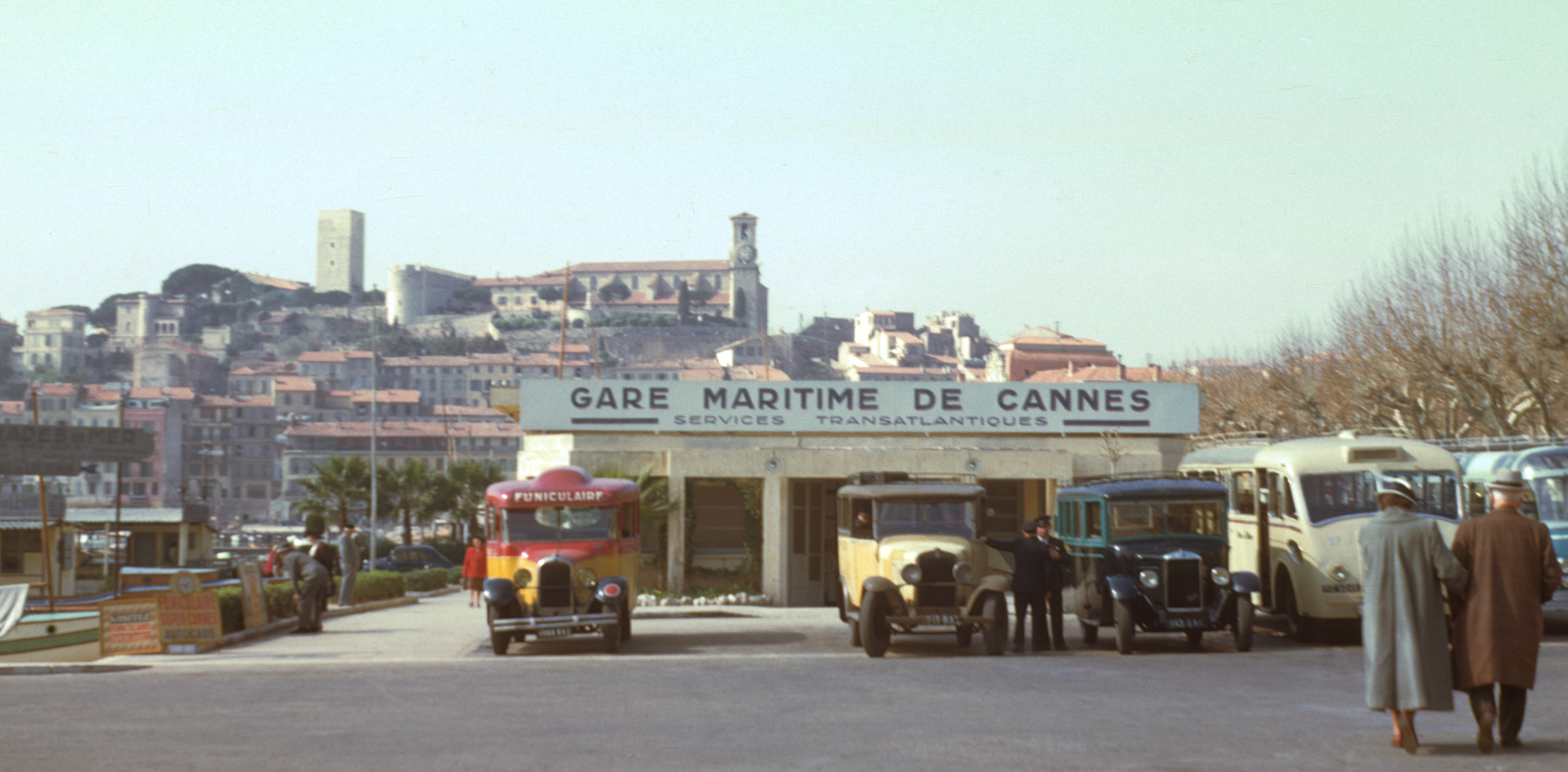
Le bus de liaison attendant au port.

## Fin de l'exploitation

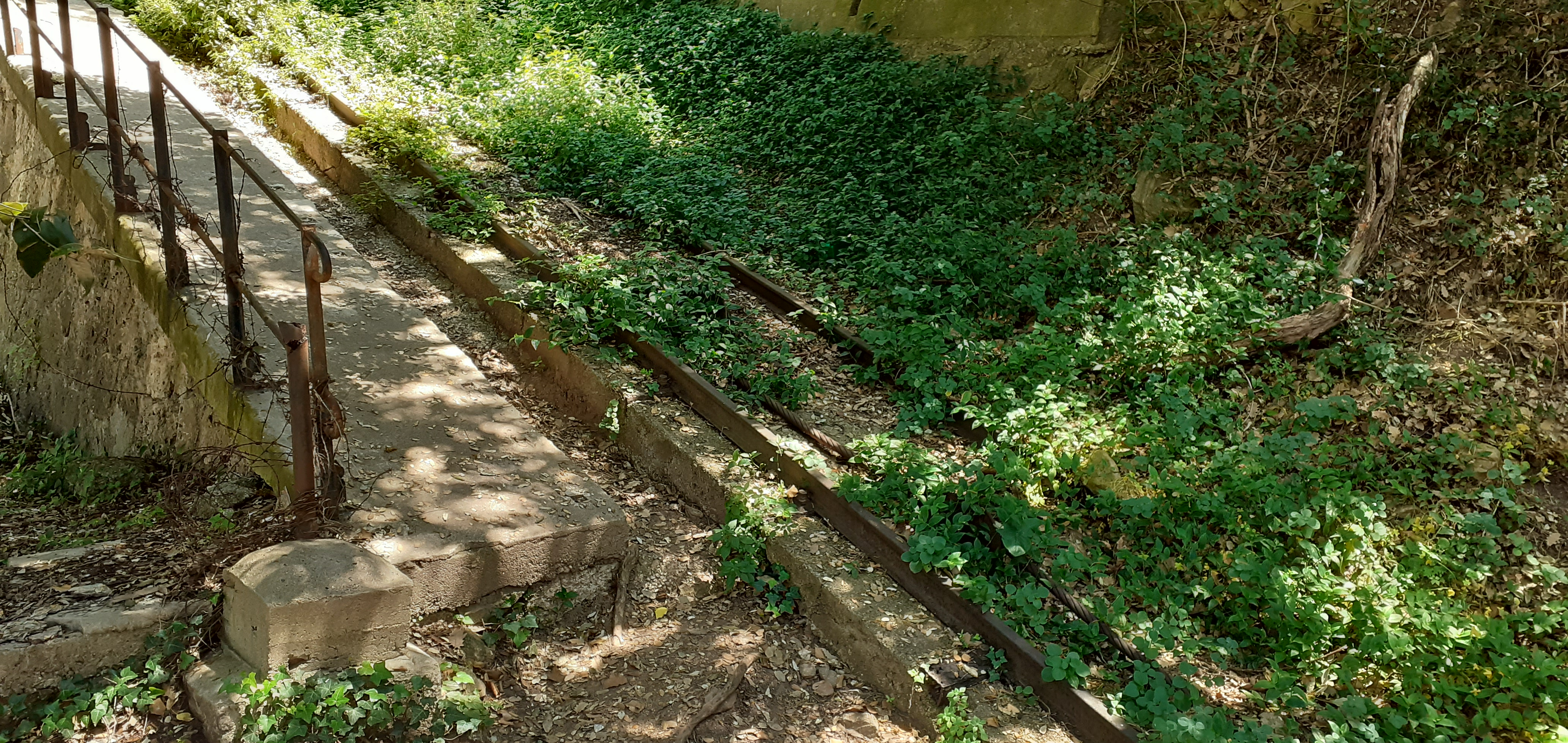
Vestiges des installations du funiculaire et ses rails qui disparaissent sous la végétation.

Dans les années 1960, le funiculaire est peu à peu délaissé par les habitants de Cannes et les touristes, et supplanté par l'automobile. Une usure des mâchoires de sécurité va conduire à la fin de son exploitation. L’exploitation du funiculaire est ainsi arrêtée en 1966.

## État de délabrement

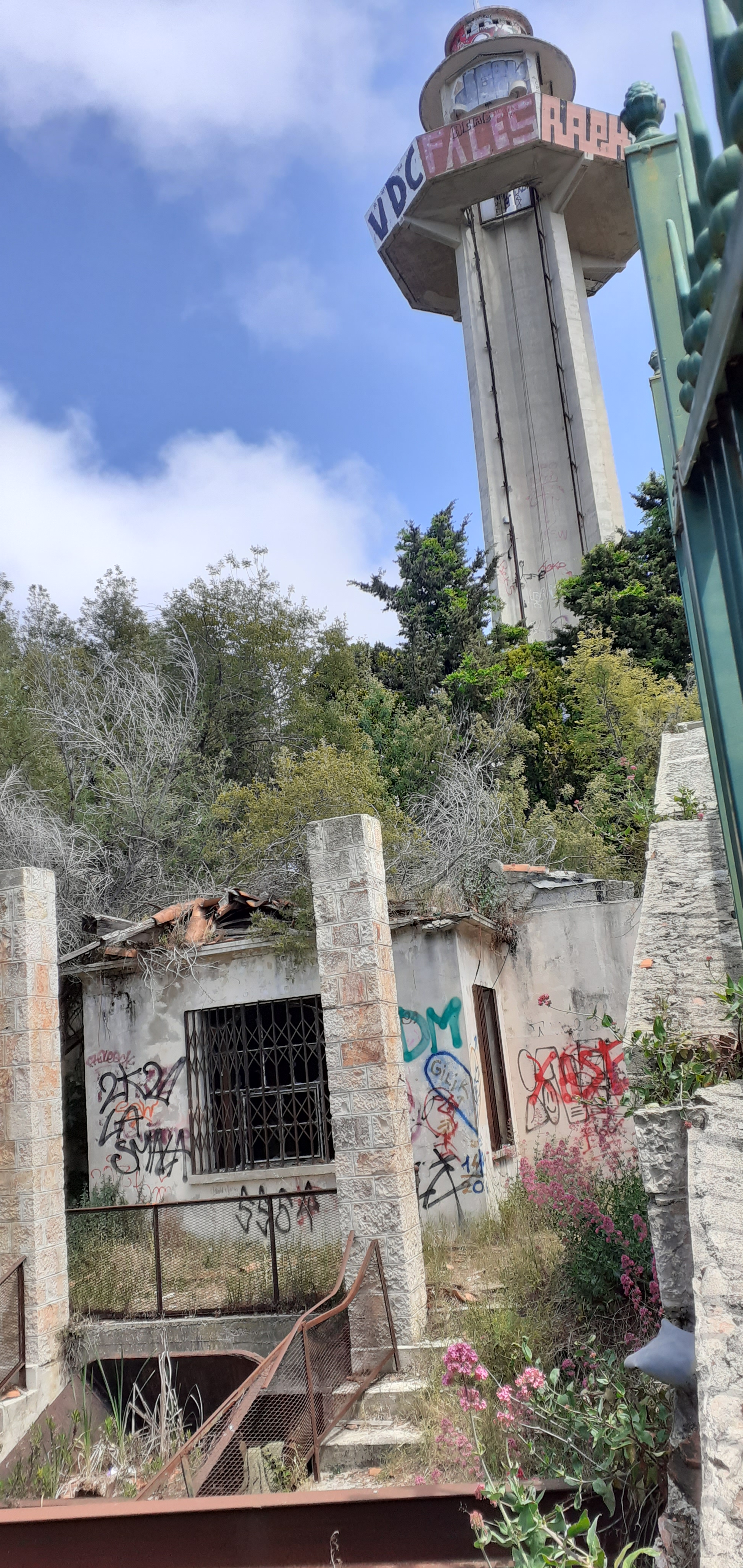
Vestiges des installations du funiculaire sous l'observatoire.

D'une superficie de plus de 24 000 mètres carrés, l'ensemble des terrains supportant le restaurant, l'observatoire, la ligne du funiculaire et ses deux gares est acquis en 1989 par l'intermédiaire de la Société immobilière Large Vue Crissier (devenue Large Vue Maxilly) établie en Suisse, par la famille de l'émir d'Abou Dabi, Khalifa ben Zayed Al Nahyane. Un permis de construire pour l'édification d'une villa de 1 200 mètres carrés reliée à la gare de départ du funiculaire par une voie privée  est accordé en 1993 et annulé en 1994 par le tribunal administratif, la voie empiétant sur le domaine public.
Depuis cette date le site est à l'abandon. La façade extérieure de la gare de départ a été restaurée en 2009, l'intérieur restant en état de délabrement,.

## Protection du patrimoine
Le funiculaire est versé en 2001 à l'inventaire général du patrimoine culturel au titre du recensement du patrimoine balnéaire

### Galerie

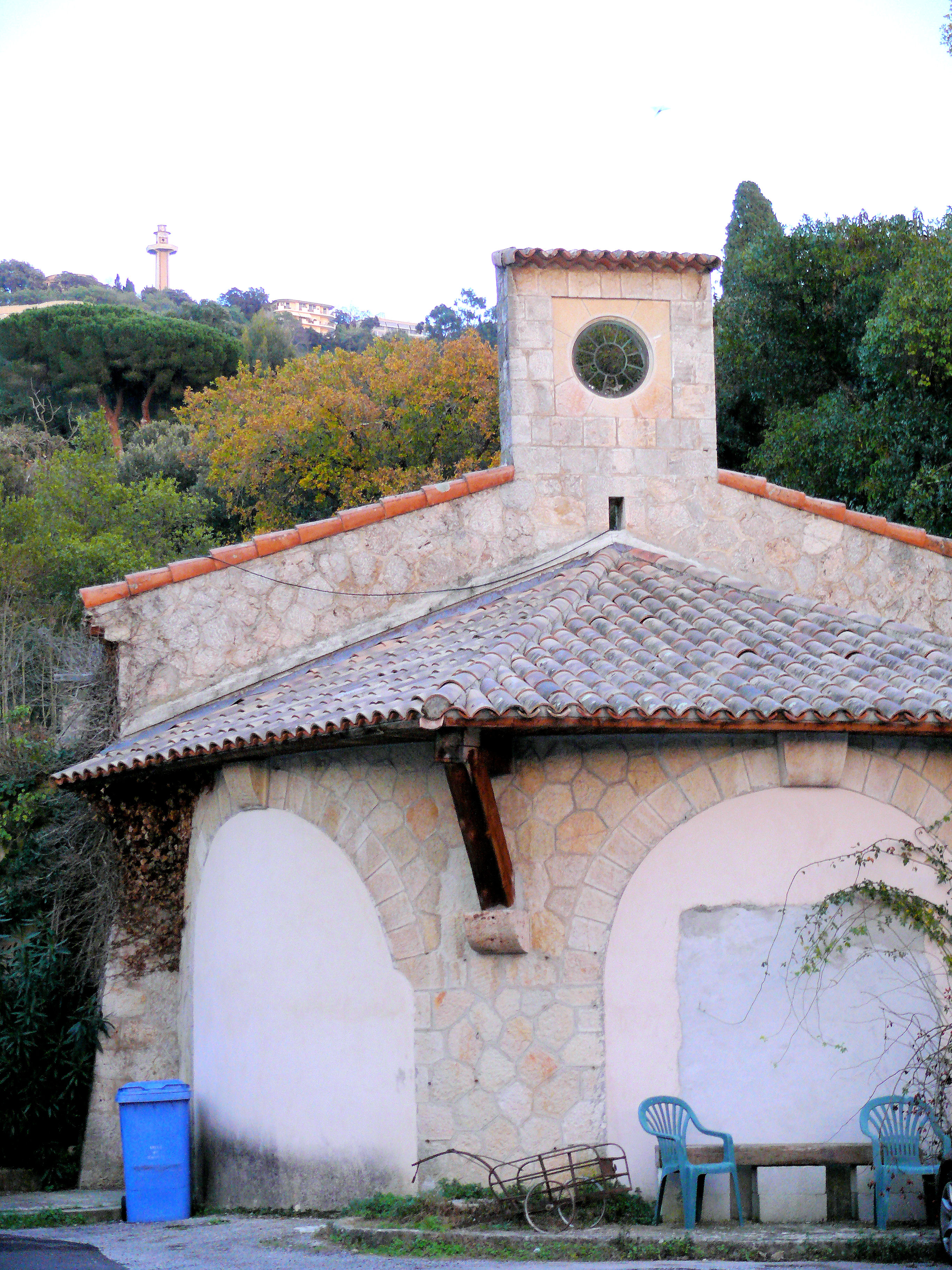
La gare de départ du funiculaire au pied de la Californie et l'observatoire dans le lointain.
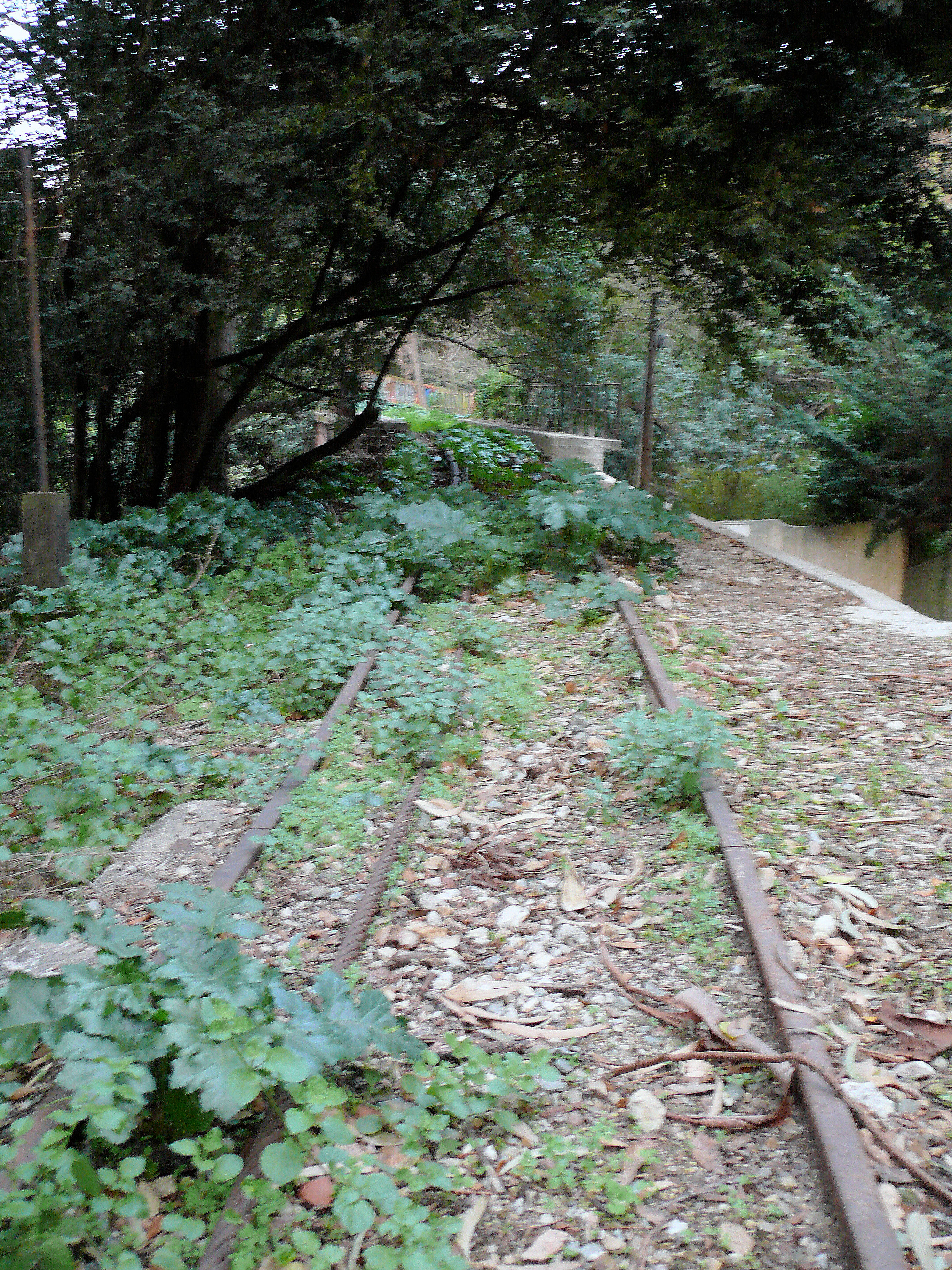
Les rails et câbles de traction.
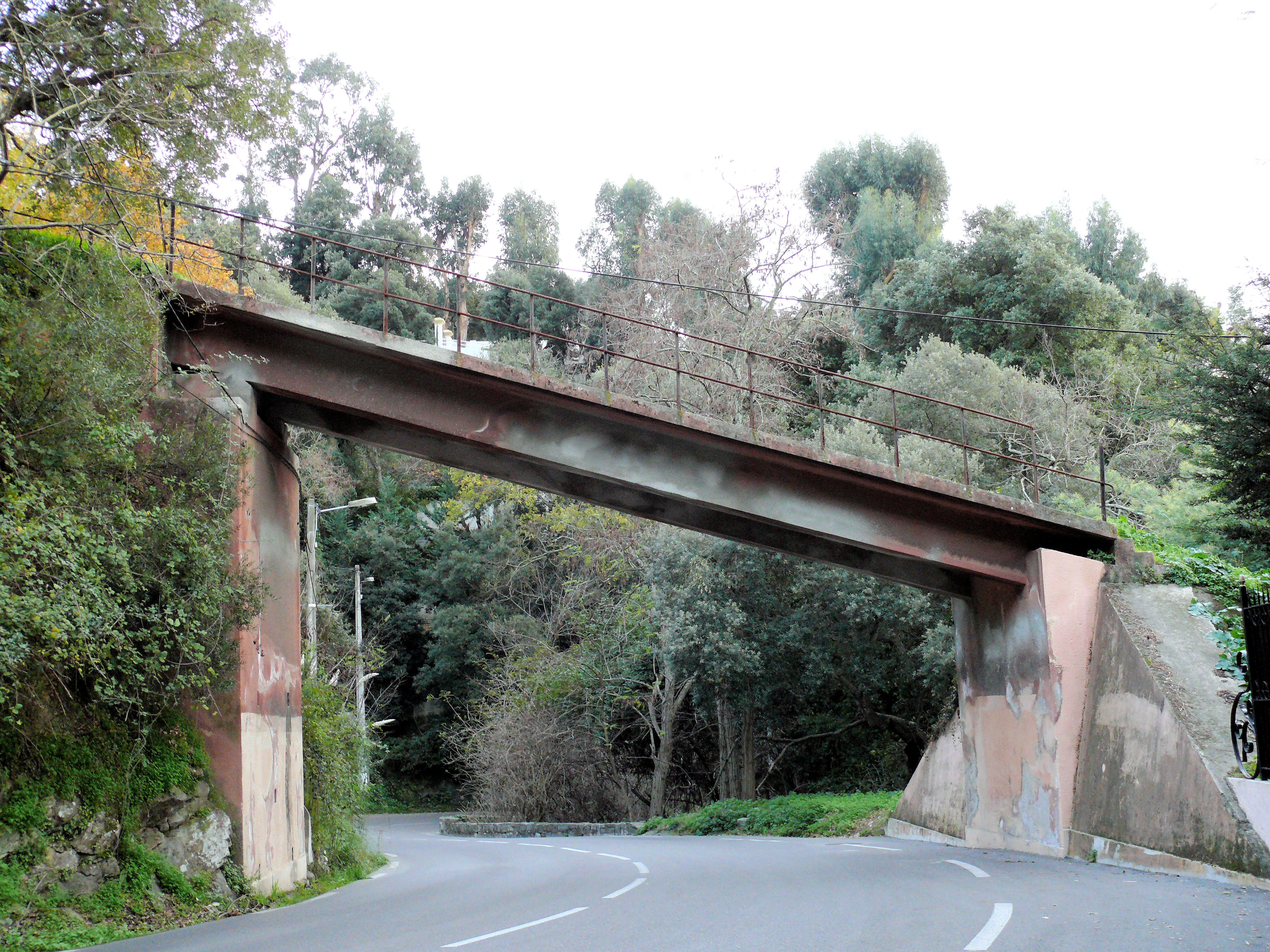
Un passage supérieur.
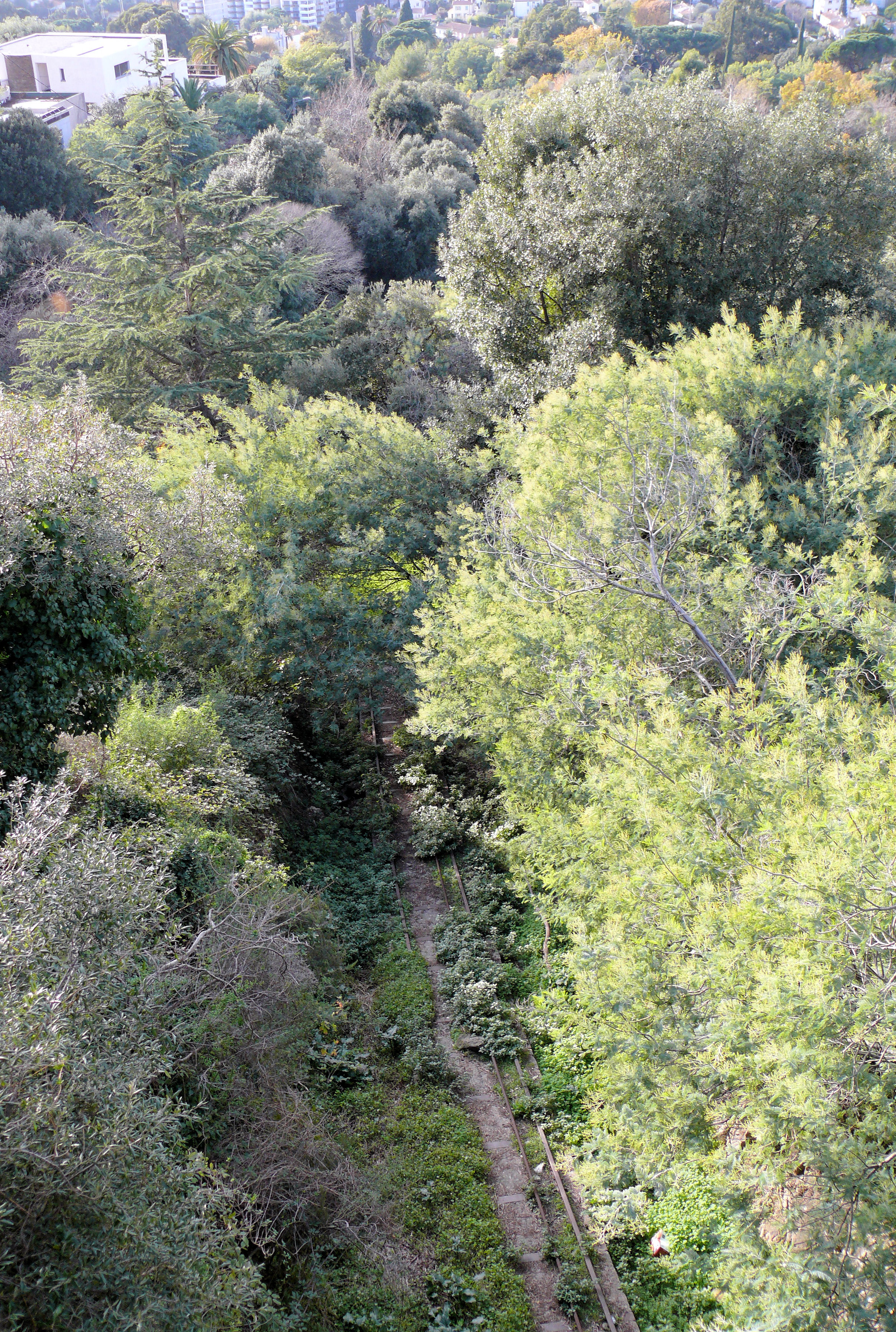
Cheminement de la voie dans la végétation.
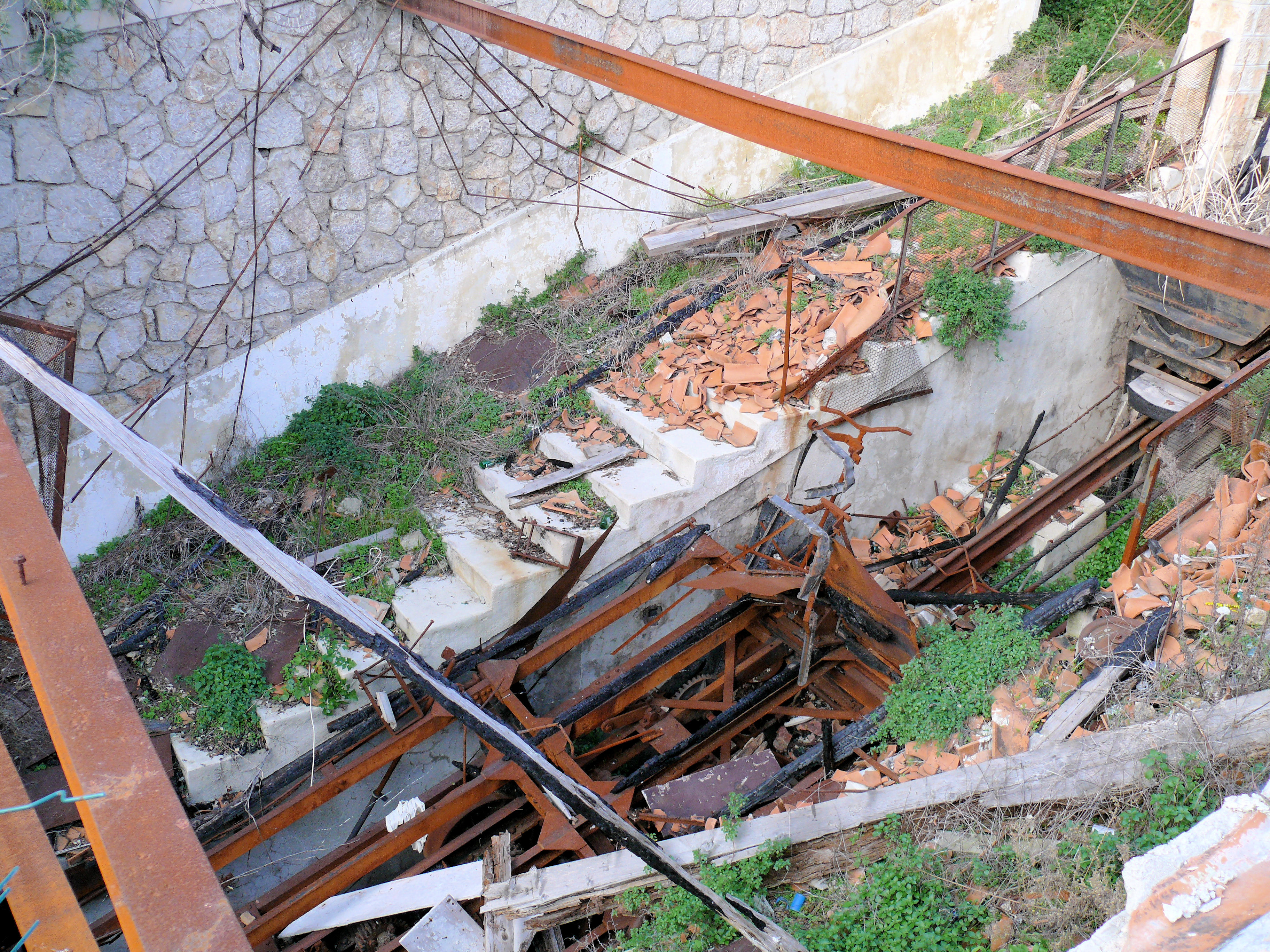
Vestige d'une cabine dans la gare supérieure.
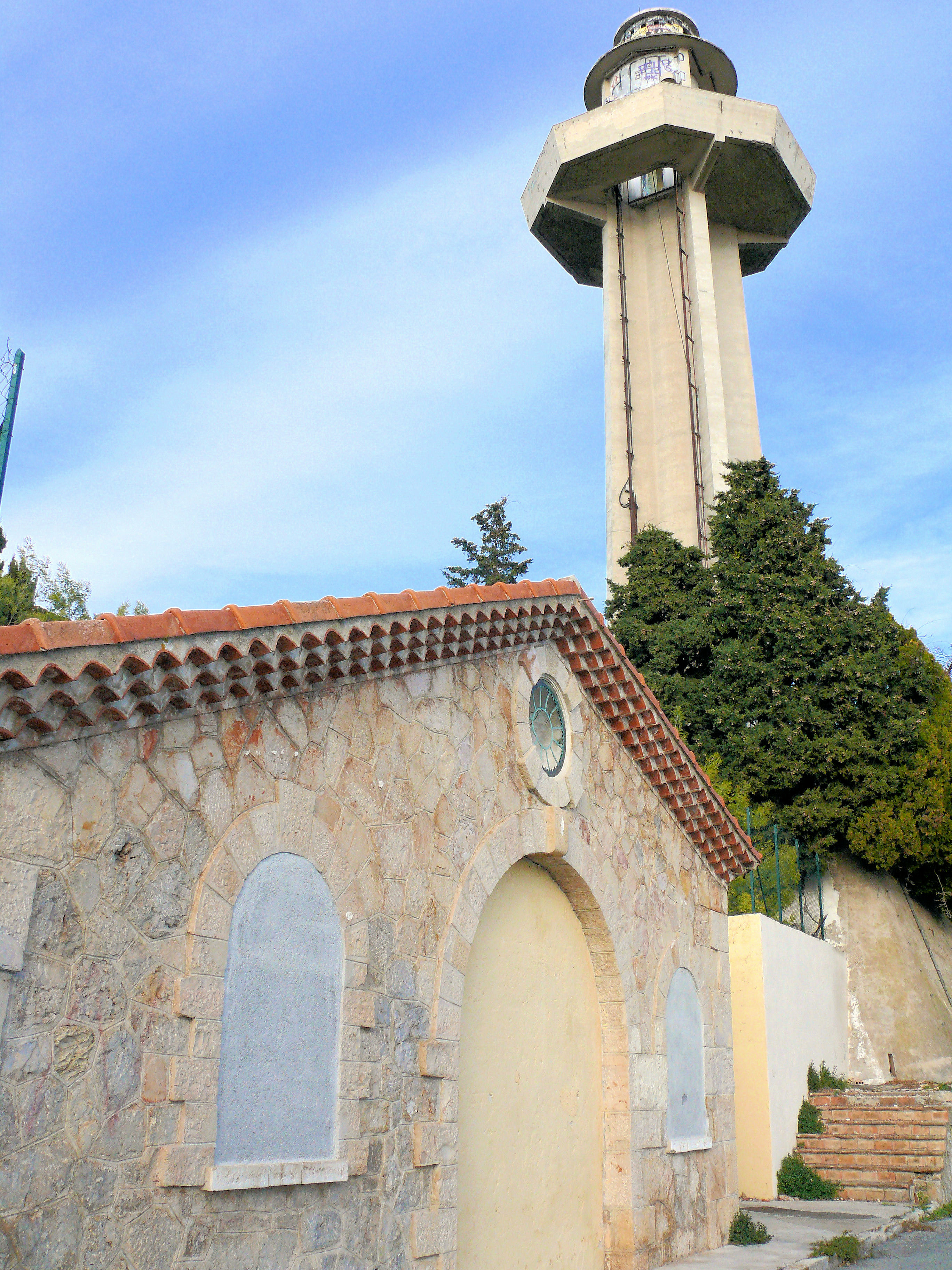
Le pylone de l'observatoire dominant la gare d'arrivée.